# Silla (Corea)
Silla (en hangul, 신라; en hanja, 新羅; pronunciat ɕil.la) va ser un dels tres regnes de Corea entre l'any 57 aC (data controvertida) i el 935. Els seus governants van adoptar el budisme i nombroses influències xineses, incloent-hi part del sistema burocràtic, i van basar el seu poder creixent en la força de la cavalleria.
Va començar sent una confederació de sis ciutats estat, que segons els historiadors poden anomenar-se regne conjunt des del segle ii (les cròniques que parlarien de l'any 57 aC estarien basades en mitologia i no en troballes arqueològiques). Al principi, el poder del regne rotava entre els líders dels clans que formaven Silla, fins que el rei Naemul va instaurar la monarquia hereditària (segle iv).
Al segle vii, Silla va aliar-se amb la Xina de la dinastia Tang per dominar Baekje i Koguryö, els altres regnes coreans, derrotant-los en la guerra Koguryö - Tang i unificant així la península sota un mateix rei poc després de derrotar el Japó del període Yamato en la batalla de Baekgang, que havia enviat una flota amb 40.000 soldats en suport de Baekje. Aquest període està marcat per l'auge del poder militar de la família reial, que va sufocar diverses revoltes aristocràtiques i va consolidar el pagament centralitzat d'impostos, que garantia recursos per a l'exèrcit.
El declivi va començar al segle viii, amb la pèrdua de l'autoritat reial i diverses guerres civils fins al cop d'estat de Wang Geon, que va rebatejar l'estat com a Goryeo el 935.